# Ostrožac (Cazin)
Pour les articles homonymes, voir Ostrožac.
Ostrožac (en cyrillique : Острожац) est une localité de Bosnie-Herzégovine. Il est situé dans la municipalité de Cazin, dans le canton d'Una-Sana et dans la fédération de Bosnie-et-Herzégovine. Selon les premiers résultats du recensement bosnien de 2013, il compte 2 126 habitants.

## Histoire
La forteresse d'Ostrožac, mentionnée pour la première fois en 1286, est inscrite sur la liste des monuments nationaux de Bosnie-Herzégovine.

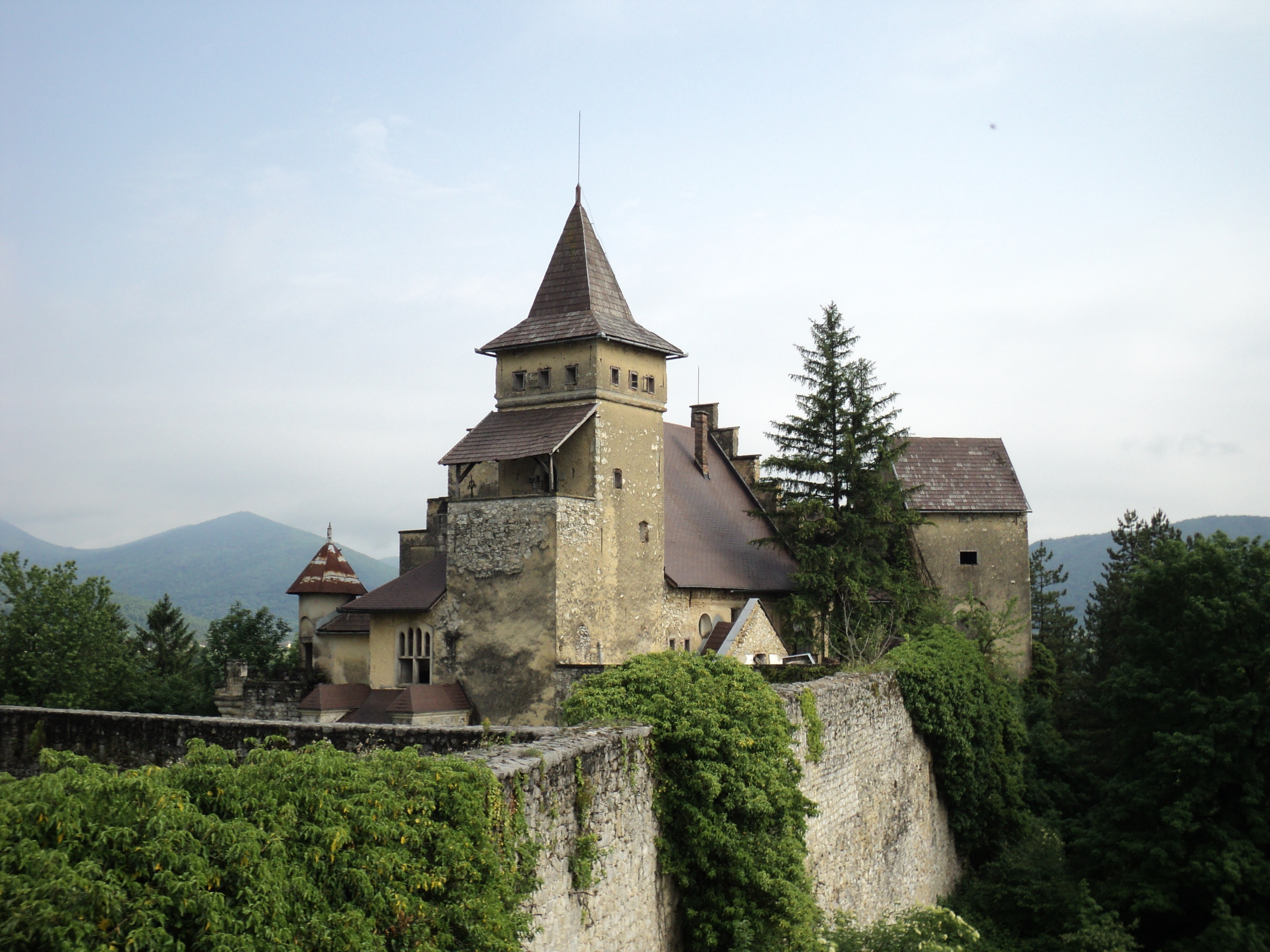
Autre vue de la forteresse d'Ostrožac

## Démographie

### Évolution historique de la population
| 1948 | 1953 | 1961  | 1971  | 1981  | 1991  | 2013  |
| ---- | ---- | ----- | ----- | ----- | ----- | ----- |
| -    | -    | 1 018 | 1 426 | 1 755 | 1 803 | 2 126 |

|  |

### Communauté locale
En 1991, la communauté locale d'Ostrožac comptait 4 134 habitants, répartis de la manière suivante :